# Jairo Yáñez
Jairo Tomás Yáñez Rodríguez (Tunja, 1951) es un ingeniero civil, empresario y político colombiano, miembro del partido Alianza Verde, fue alcalde de la ciudad de Cúcuta, para el periodo 2020-2023. Se eligió el 27 de octubre de 2019 con 110 mil votos.

## Trayectoria
Llegó a Cúcuta a los 28 años de edad y trabajó como profesor de la Universidad Francisco de Paula Santander, durante dos años. Fue gerente de Cerámica Andina (1981-2016), una empresa de su familia. También fue gerente de la Planta de Tejar Santa Teresa (1978-1981), subgerente operativo de Tejar de Pescadero (1977-1978), subgerente de la Cámara Colombiana de la Construcción, Camacol, (1982-1985) e hizo parte de su junta directiva en 2015, fue supervisor técnico del Banco Central Hipotecario y actualmente es presidente de MSN Inversiones, una fábrica de artículos de hormigón y cemento. De 2006 a 2015 presidió de la Asociación de la Industriales de la Arcilla de Norte de Santander, Induarcillas, cargo que retomó este año.

## Elección
Inicialmente fue precandidato por el Centro Democrático pero desistió porque tenía que invertir dinero en una encuesta para escoger el candidato definitivo, así que su llegada a Alianza Verde fue imprevista. Un sector de esa colectividad no lo respaldó y en cambio se acercó a Donamaris Ramírez, quien fue alcalde de Cúcuta en 2011 con el aval de ese partido, y fue uno de sus contendores en la campaña. No obstante, Yáñez tuvo el respaldo público de varios empresarios de la región, entre esos, el exalcalde de Cúcuta y dueño del restaurante Rodizio,  Jorge Maldonado, del popular exalcalde de Bucaramanga, Rodolfo Hernández, y del excandidato presidencial Sergio Fajardo. Su campaña solo costó $90 millones de pesos colombianos y le ganó a todas las "maquinarias políticas" de la ciudad.

### Mandato
Su elección fue de inmediata impugnada por acusaciones de doble militancia. Sin embargo, la demanda fue desestimada por el Tribunal Administrativo de Norte de Santander.
En diciembre de 2020, según una encuesta del noticiero CM&, fue calificado como el alcalde con la peor imagen del país, con tan solo un 25% de favorabilidad. Según el medio, esto se debe principalmente debido a la inseguridad, el aumento del desempleo y el deterioro de la infraestructura vial.